# Josef Burger (Politiker, 1900)
Josef Burger (* 3. Juli 1900 in Ewattingen; † 16. November 1972 in Bonndorf im Schwarzwald) war ein deutscher Landwirt und Politiker (ZENTRUM/BCSV/CDU).
Der katholische Josef Burger wurde am 3. Juli 1900 in Ewattingen geboren. Nachdem er die dortige Volksschule besucht hatte, erlernte er an der Landwirtschaftsschule Waldshut den Beruf des Landwirts. Danach war er auf dem väterlichen Hof beruflich tätig, doch bereits mit 14 Jahren wurde er in den Kriegsdienst eingezogen, den er bis Ende des Ersten Weltkriegs im Jahre 1918 ableistete. Mit der Heirat im Jahre 1930 übernahm er den landwirtschaftlichen Betrieb des Vaters. Von 1926 bis 1933 war Burger in der Deutschen Zentrumspartei öffentlich tätig. Auch während des Zweiten Weltkriegs wurde er von 1939 bis Ende Mai 1940 in den Kriegsdienst eingezogen.
Nach dem Krieg 1946/47 nahm Burger die politischen Tätigkeiten in der Fraktion der Badischen Christlich-Sozialen Volkspartei (BCSV) im Gremium der Beratenden Landesversammlung Baden auf und wurde Mitglied der Verfassunggebenden Landesversammlung Badens. Außerdem wurde er zum Gemeinderat von Ewattingen und im November 1946 zum Kreisrat der Kreisversammlung Neustadt gewählt. Nach der Eingliederung der BCSV in die Christlich Demokratische Union Deutschlands (CDU) war er für diese Partei weiterhin politisch tätig, und im Dezember 1948 wurde er mit großer Mehrheit zum Bürgermeister von Ewattingen gewählt. Ab 1947 bis zur Gründung des Bundeslandes Baden-Württemberg im Jahre 1952 war er Mitglied des Badischen Landtags in der ersten (verlängerten) Legislaturperiode seiner Partei. Dann war er in den ersten drei Wahlperioden von 1952 bis 1964 Mitglied des Landtags von Baden-Württemberg.
Am 16. November 1972 verstarb Burger in Bonndorf im Schwarzwald. Er hatte vier Kinder. Für seine Verdienste wurde ihm 1964 das Große Bundesverdienstkreuz verliehen.